# Anguillicoloides crassus
Anguillicoloides crassus (лат.) — вид круглых червей отряда Spirurida, паразитирующий в плавательном пузыре речных угрей. Первоначально жил только в Японии, где являлся паразитом японского речного угря. Интродукция в водоёмы Европы привела к уменьшению популяции европейского угря.
Длина тела до 4,5 см, диаметр 5 мм. Гематофаг. Кровь угря в кишечнике червя придаёт ему характерную тёмную окраску. Постэмбриональное развитие происходит в четыре личиночных стадии. Самка производит более 10 тысяч яиц.